# Суходол (Владимирская область)
Суходол — село в Суздальском районе Владимирской области России, входит в состав Павловского сельского поселения. Быт села описан в одноимённой повести Ивана Бунина.

## География
Село расположено близ автодороги М7 «Волга» Владимир — Иваново в 13 км на юг от центра поселения села Павловское и в 2 км на север от города Владимир.

## История

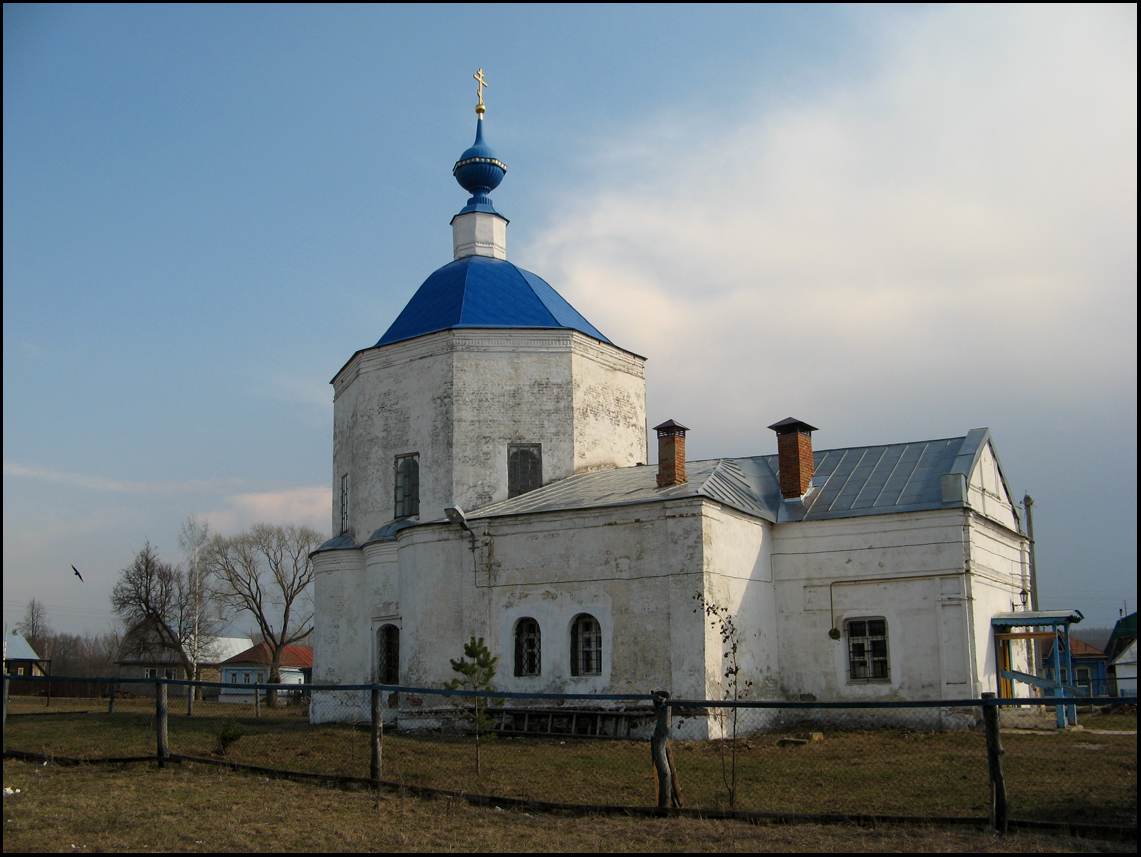
Церковь Тихвинской иконы Божией Матери. 2011 год

Село Суходол упоминается еще в грамоте великого князя Василия Иоанновича от 1515 года. В половине XVII столетия село Суходол находилось уже во владении Андрея и Ивана Акинфовых, а в начале XIX столетия принадлежало помещику Языкову. В патриарших окладных книгах 1670 года значится церковь святого апостола Андрея Первозванного; церковь эта, вероятно, была деревянная. Каменная церковь построена в 1704 году на средства окольничего Никиты Ивановича Акинфова. Построена была с двумя престолами: в честь Тихвинской иконы Пресвятой Богородицы и святого апостола Андрея Первозванного. Отдельно от церкви стояла каменная колокольня, построенная в 1840 году помещицей генеральшей Барановой. В настоящее время в церкви четыре престола: в холодной – в честь Тихвинской иконы Богоматери, в приделах теплых: на южной стороне в память Усекновения главы святого Иоанна Предтечи, на северной – во имя святого апостола Андрея Первозванного; четвертый придел устроен во втором этаже над трапезною – во имя святого Николая чудотворца. Приделы в честь Иоанна Предтечи и Николая чудотворца устроены в 1825 году на средства помещика села Суходола Платона Языкова. В 1893 году приход составлял одно село Суходол, в коем 508 душ обоего пола.
В конце XIX — начале XX века село входило в состав Борисовской волости Владимирского уезда.
С 1929 года село являлось центром Суходольского сельсовета Владимирского района, с 1959 года — в составе Сновицкого сельсовета, с 1965 года — в составе Суздальского района, с 1972 год — в составе Садового сельсовета, с 2005 года — в составе Павловского сельского поселения.

## Население
| 1859 | 1897 | 1905 | 1926 | 2002 | 2010 | 2021 |
| ---- | ---- | ---- | ---- | ---- | ---- | ---- |
| 409  | ↗562 | ↗873 | ↘650 | ↘262 | ↗303 | ↗454 |

## Достопримечательности
В селе находится действующая Церковь Тихвинской иконы Божией Матери (1704).